# Joachim Moebus
Joachim Friedrich Moebus (* 24. April 1928 in Berlin; † 4. April 2001 ebenda) war ein deutscher Soziologe, Ethnologe und Religionswissenschaftler. Er wirkte als Professor für Soziologie und Religionswissenschaften an der Freien Universität Berlin.

## Leben
Joachim Moebus, Sohn von Margarete Moebus, geborene Sperling, und des Kaufmanns Friedrich Rudolf Moebus, war evangelisch und studierte ab 1950 Religionswissenschaft, Ethnologie und Philosophie an der Universität und der FU Berlin, wo Walther Braune, Richard Thurnwald und Sigrid Westphal-Hellbusch zu seinen akademischen Lehrern gehörten. 1959 wurde er an der FU Berlin mit einer Dissertation über die ursprungsmythische Fertigung von Masken zum Doktor der Philosophie promoviert.  Er war als Assistent am Institut für Religionswissenschaft unter Leitung von Walther Braune tätig. Im Jahr 1963 heiratete er Tana Herzberg. Aus der Ehe ging die Tochter Saskia Annabell hervor. 1972 habilitierte er sich dort mit einer Schrift über Die Bestimmung des Wilden bei Christoph Kolumbus für Religionswissenschaft und lehrte dort ab 1972 und zunächst als Professor für Religionswissenschaften (Fachbereich Philosophie und Sozialwissenschaften 1973–1976). Als es zwischen den Mitgliedern des Instituts aufgrund abweichender wissenschaftspolitischer Konzeptionen zu Differenzen kam, verließ Moebus das Institut. Er erlangte 1979 mit einer zweiten Habilitation die Venia Legendi in Soziologie und lehrte in diesem Fach von 1977 bis 1993 als Professor am Fachbereich Politik- und Sozialwissenschaften der FU Berlin. Sein Nachlass befindet sich im Frobenius-Institut.

## Schriften (Auswahl)
- Ursprungsmythos und die zeremoniale Verfertigung von Masken. Berlin 1959, OCLC 601560156.